# (34361) 2000 RT28
2000 RT28 (asteroide 34361) é um asteroide da cintura principal. Possui uma excentricidade de 0.05471770 e uma inclinação de 11.86718º.
Este asteroide foi descoberto no dia 1 de setembro de 2000 por LINEAR em Socorro.